# Denffer (Adelsgeschlecht)

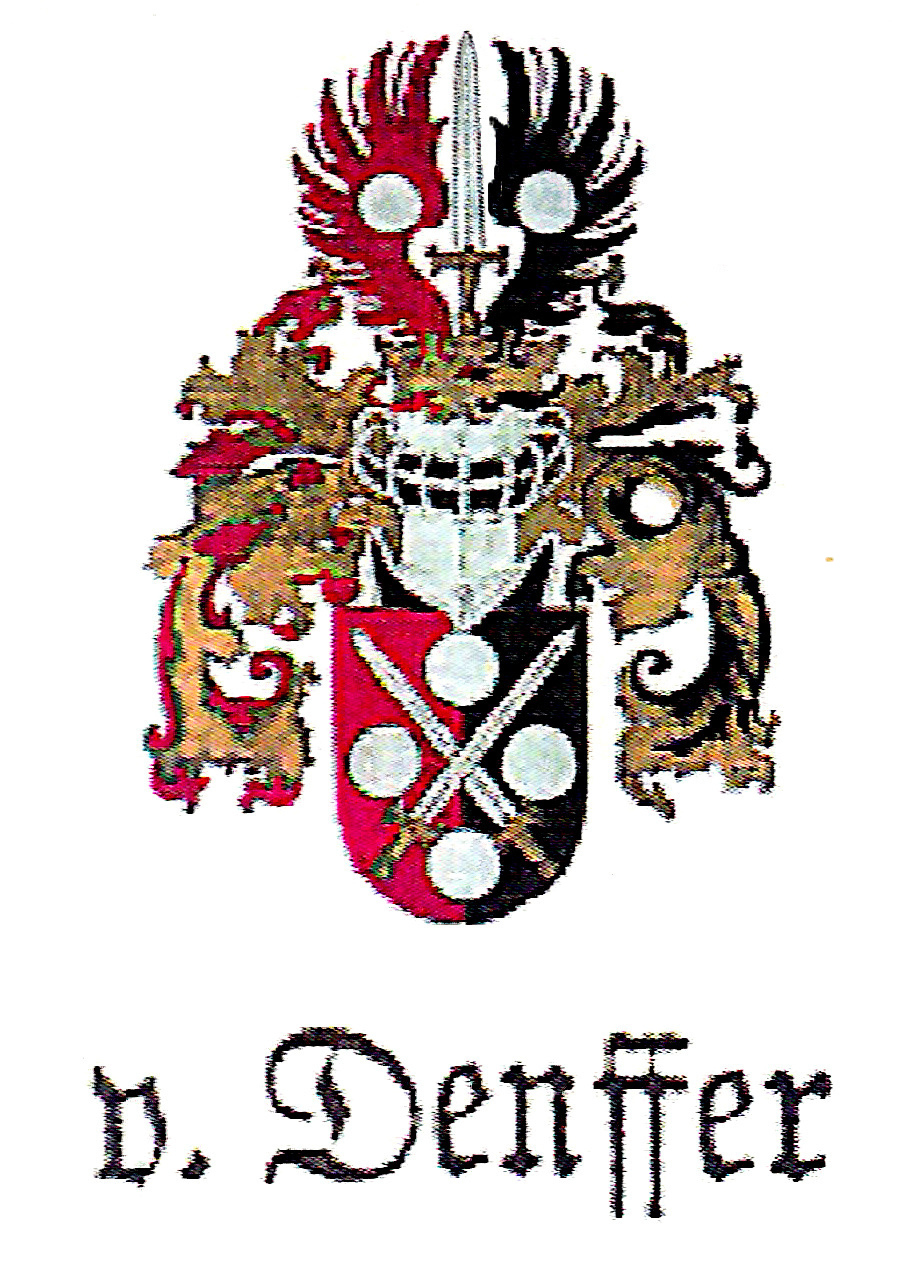
Wappen derer von Denffer

Denffer ist der Name eines alten kurländischen Adelsgeschlechtes.

## Geschichte
Dieses Geschlecht ist zur Zeit des Heiligen Römischen Reiches von Süden (Bas-Poitou, Burgundischer Reichskreis) über Holland nach Kurland gekommen. Der bis dato erste in Kurland dokumentierte Denffer ist Georg Christoph gen. Jansen, lutherischer Geistlicher, der während einer schweren Pestepidemie das Zeitliche segnete. Sein Name ist auf dem Großen Peststein von Irben verewigt und wird auch rühmend in einem Gedicht genannt. Der erste kurländische Denffer mit vollständig gesicherten Lebensdaten ist der Naturforscher Johann Heinrich von Denffer (1700–1770), der im Allgemeinen Schriftsteller- und Gelehrten-Lexikon der Provinzen Livland, Esthland und Kurland als adlig geführt wird.
Einige Angehörige der Familie waren hochrangige Funktionsträger und Militärs in kurländischen, polnischen und russischen Diensten und es gab, wiederholt mehrfache, Guts- und Rittergutsbesitzer darunter. Auffällig ist ein immer wieder auftretendes künstlerisches Talent, so bei den Maltalenten Johann Heinrich (s. o.), Dietrich Peter (kurländischer Hofmaler, ca. 1706–1763), Johann Eugenius (1734–1801), Ernst Johann (1740–1800), Cornelia (1822–1912), Helene (1866–1950) und dem Orientmaler Adolf Meckel von Hemsbach (1856–1893, Sohn der Theophile von Denffer (1824–1902)), bei den Autoren August (1827–1888), Alexander (1874–1919) und Nelly von Denffer (1902–1987), den Musikern Ida (1853–1936) und Leonid (1908–1997) sowie den Bildenden Künstlerinnen Angela Hopf-von Denffer (* 1941), Christiane Justus-von Denffer (* 1948) und der Mediendesignerin Hanna von Denffer (* 1988). Ebenfalls zu bemerken ist eine allgemein hohe Wissenschaftsaffinität.

## Wappen
Das Wappen zeigt einen von rot und schwarz gespaltenen Schild mit zwei aufgerichteten, schräg gekreuzten, goldgriffigen silbernen Schwertern, bewinkelt von vier silbernen Kugeln. Auf dem Helm mit rechts roter und goldener, links schwarzer und goldener Decke eine goldene Krone, darüber ein aufgerichtetes, goldgriffiges silbernes Schwert zwischen rechts rotem und links schwarzem Adlerflug, belegt mit je einer silbernen Kugel.

## Persönlichkeiten (Auswahl)
- Johann Heinrich von Denffer gen. Jansen (1700–1770), kurländischer Geistlicher, deutscher Chemiker und Pionier der Agrarwissenschaften
- Dietrich Peter Denffer gen. Jansen (1706–1763), kurländischer Hofmaler
- August von Denffer (1786–1860), Departementspräsident des russischen Reichsrates, Wirklicher Geheimrat, Senator, Gouverneur, Ehrenmitglied der Moskauer Universität
- Constantin von Denffer (1802–1856), russischer Generalmajor
- Theophile von Denffer (1824–1902), Mutter des Orientmalers Adolf Meckel von Hemsbach (1856–1893), Frau des Professors der pathologischen Anatomie Heinrich Meckel von Hemsbach (1821–1856).
- Hermann Julius von Denffer (1838–1918), Geschäftsführer der kurländischen Gouvernementsregierung
- Natalie Agnes von Denffer (1839–1915), Frau von Hermann Julius, Schwester des deutsch-baltischen Schriftstellers Theodor Hermann Pantenius
- Johann von Denffer (1851–1936), russischer Wirklicher Staatsrat, Universitätslektor und Schulrat, Ehrenbürger von Baku
- Otto Paul von Denffer (1871–1959), deutsch-baltischer Ingenieur und Universitätsprofessor
- Alexander von Denffer (1847–1919), Kurländischer Autor, Biograf von Theodor Hermann Pantenius[9]
- Harald von Denffer (1877–1918), deutsch-baltischer Genealoge
- Herbert Julius von Denffer (1907–1988), deutsch-baltischer Mathematiker, Direktor der Münchener Rückversicherungsgesellschaft
- Dietrich von Denffer (1914–2007), deutscher Lehrbuchautor, Botaniker und Universitätsprofessor
- Margrit-Angela Hopf-von Denffer (* 1941), deutsche Malerin und Autorin
- Hans von Denffer (* 1942), deutscher Augenarzt und Universitätsprofessor
- Enno von Denffer (* 1947), deutscher Medienexperte und Journalist
- Ahmad von Denffer (* 1949), deutscher Publizist und Islamwissenschaftler

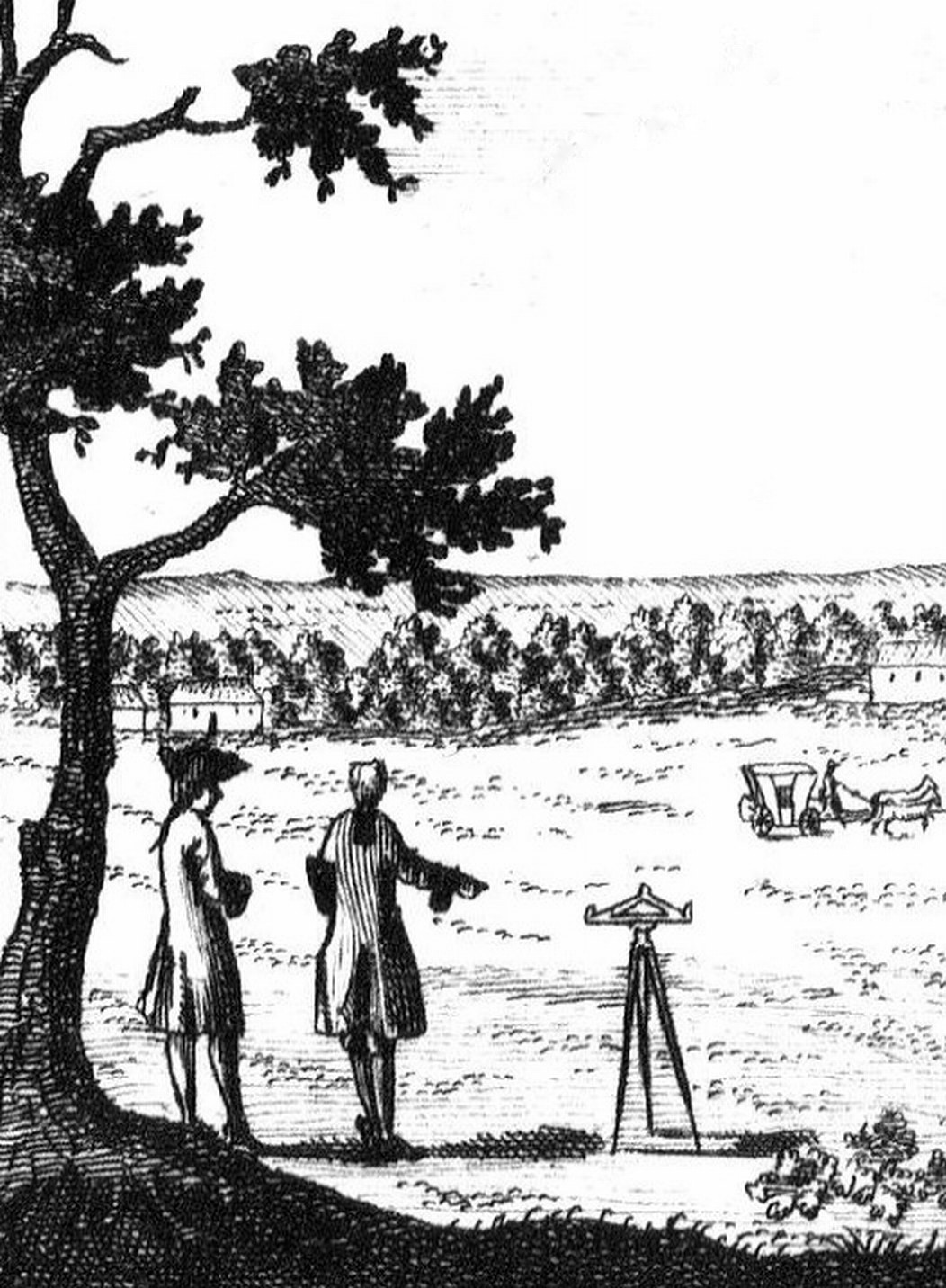
Johann Heinrich v. Denffer bei der Landvermessung
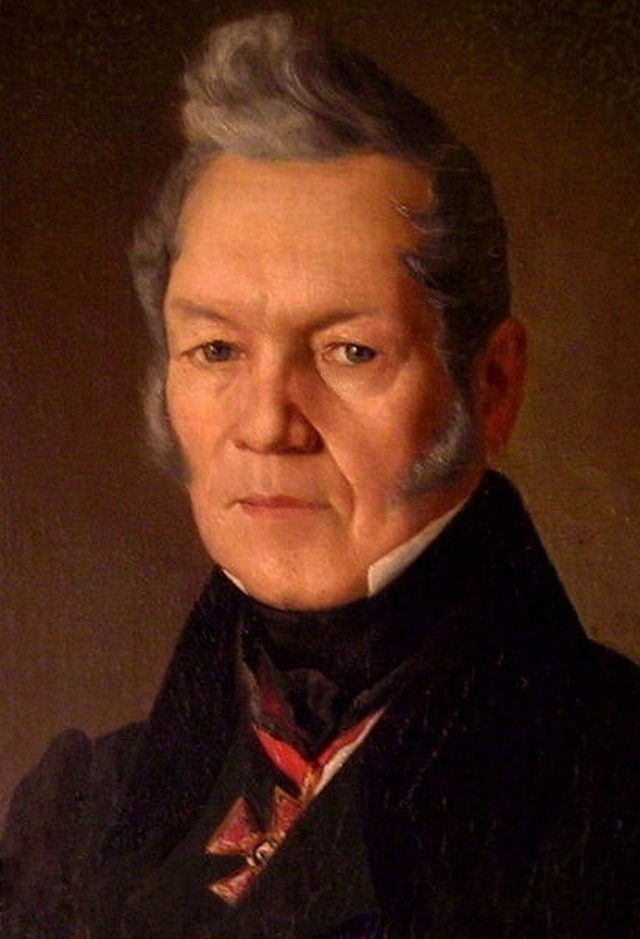
S.E. (Exzellenz) August von Denffer
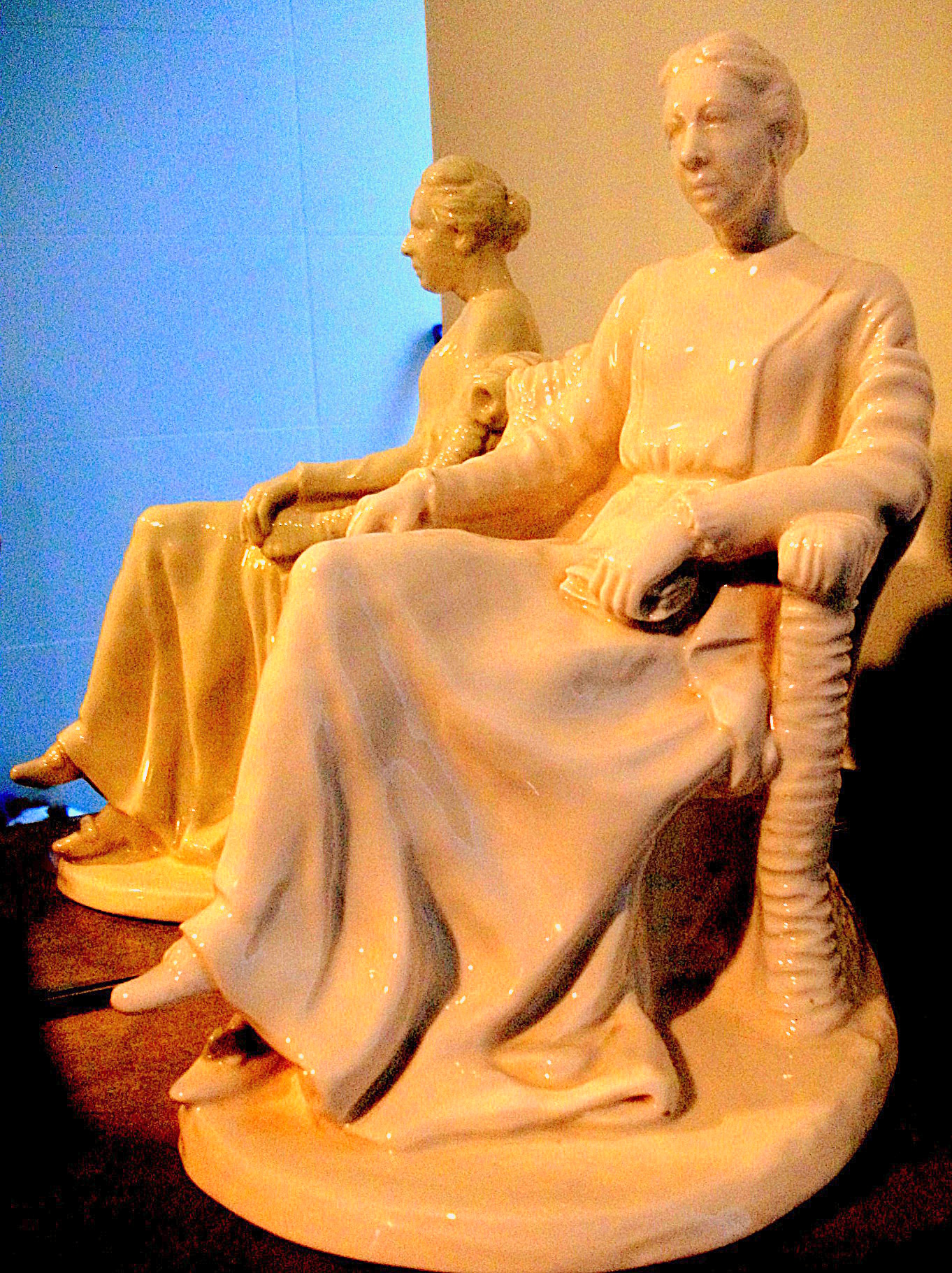
Helene von Denffer, Porzellanskulptur
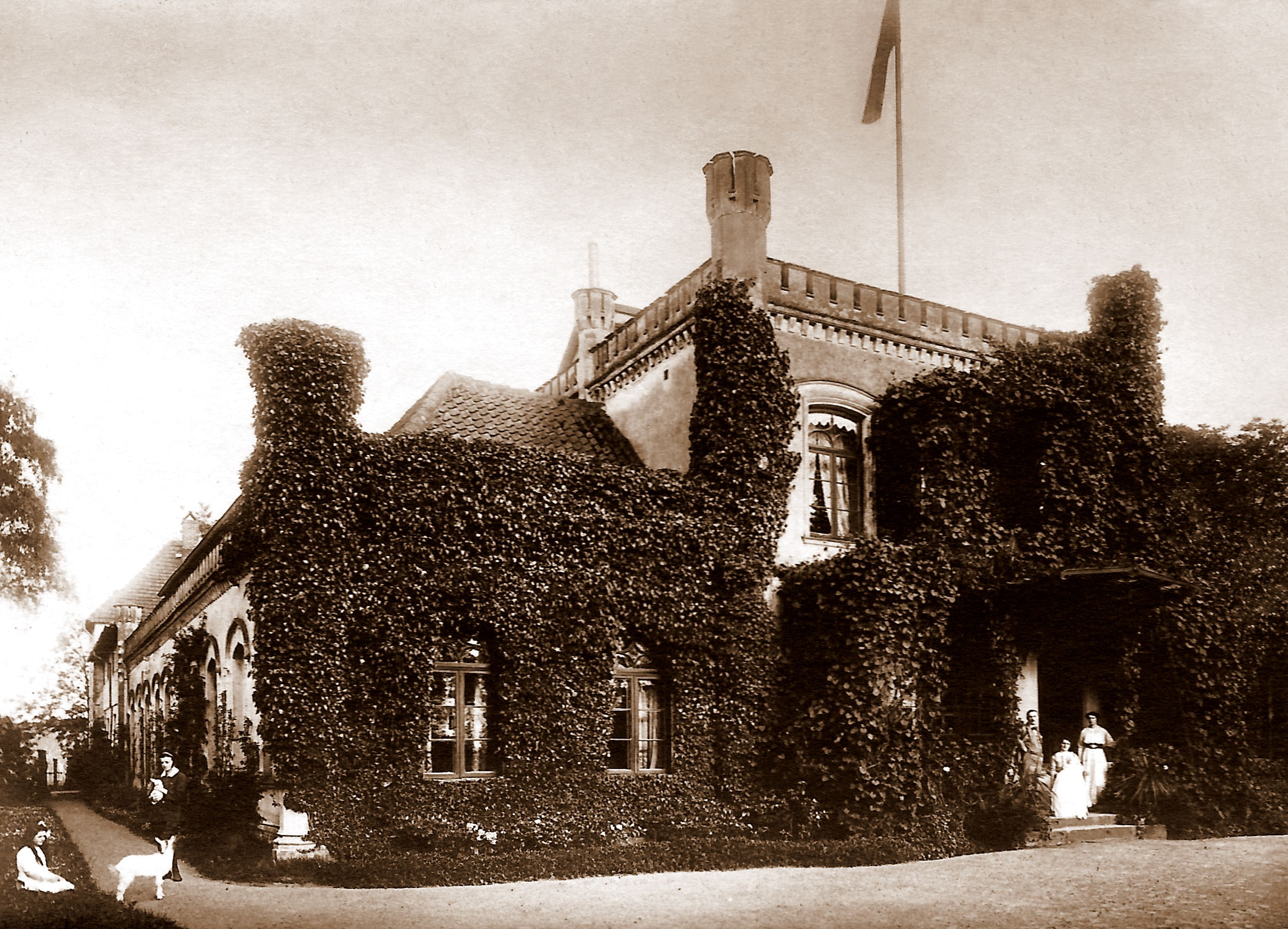
Rittergut Magdalenenlust, Elternhaus Dietrich von Denffers